# Ōtawara

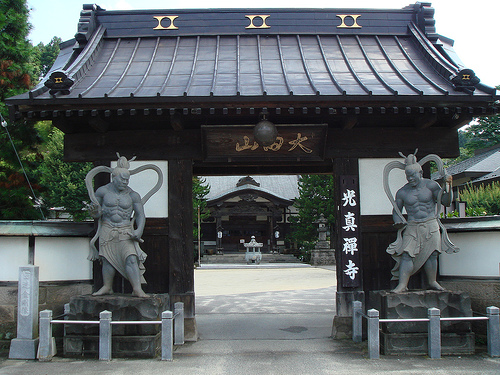
Temple d'Ōtawara.

Ōtawara (大田原市, Ōtawara-shi) est une ville située dans la préfecture de Tochigi au Japon.

## Géographie

### Démographie
Au 1er novembre 2017, la ville d'Ōtawara avait une population estimée à 74 541 habitants, sa superficie totale était de 354,36 km2 soit une densité de 210 hab./km2,.

## Histoire
La ville d'Ōtawara a été fondée le 1er décembre 1954.

## Culture
- Château d'Ōtawara
- Nasunogahara Harmony Hall

## Jumelages
- Ibara (Japon)
- Saint Andrews (Écosse)
- Kōtō (Japon)